# Кременецький ґебіт
Кре́менецький ґебі́т, Крем'яне́цька окру́га  (нім. Kreisgebiet Kremianez «Кременецька округа») — адміністративно-територіальна одиниця генеральної округи Волинь-Поділля Райхскомісаріату Україна з центром у Кременці, що існувала протягом німецької окупації Української РСР.

## Історія
Опівдні 1 вересня 1941 року було створено генеральну округу Брест-Литовський у складі 27 округ (гебітів), однією з яких була Кременецька, утворена того самого дня на території Вишнівецького, Катербурзького, Кременецького, Лановецького, Почаївського і Шумського районів Тернопільської області. За польських часів ця територія відповідала Кременецькому повіту Волинського воєводства. 
Кременецький ґебіт поділявся на 6 районів: район Вишнівець (нім. Rayon Wischnewez), район Катербург (нім. Rayon Katrinburg), район Кременець (нім. Rayon Kremianez), район Ланівці (нім. Rayon  Lanowzy), район Почаїв (нім. Rayon Potschajew) і район Шумське (нім. Rayon Schumskoje) — які збігалися межами зі шістьма однойменними передвоєнними радянськими районами. 1 січня 1942 генеральну округу Брест-Литовський було перейменовано на генеральну округу Волинь-Поділля. 10 серпня 1943 район Шумське (нім. Rayon Schumskoje) в офіційному німецькому написанні змінив форму на район Шумськ (нім. Rayon Schumsk).
У Кременці виходив орган українського національного комітету Кременецького повіту «Крем'янецький вісник». Збереглися випуски з 1 серпня 1941 по 1944 рік. Головними редакторами були: Аркадій Трачук, Анатолій Котович. 
19 березня 1944 року адміністративний центр округи Кременець зайняли радянські війська.